# Armand Thomas Hue de Miromesnil

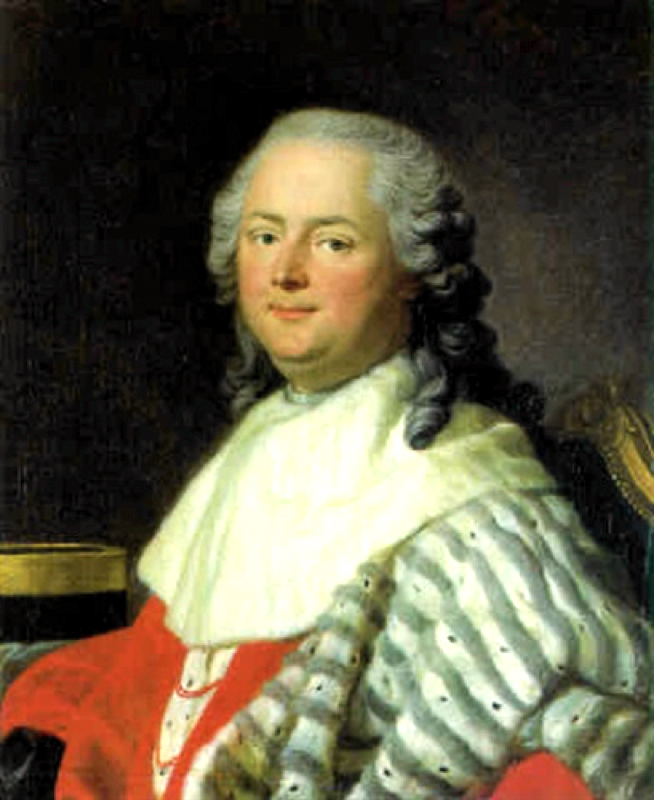
Miromesnil, portret door Louis-Michel van Loo (1763)

Armand Thomas Hue de Miromesnil (15 september 1723 - Kasteel van Miromesnil, 6 juli 1796) was een Frans magistraat en minister onder Lodewijk XVI.
Miromesnil was voorzitter van het parlement van Rouen en verzette zich in die hoedanigheid tegen de hervormingsplannen van Frans kanselier René Nicolas de Maupeou. Hij werd hiervoor verbannen in 1771. Onder de regering van Jean Frédéric Phélypeaux de Maurepas kreeg hij in 1774 de hoge functie van zegelbewaarder (Garde de Sceaux). Hij kwam echter in conflict met Anne Robert Jacques Turgot. Hij viel in 1787 samen met zijn vriend Charles Alexandre de Calonne in ongenade naar aanleiding van de hervormingsplannen van die laatste. Hij trok zich terug in zijn kasteel in Normandië waar hij op 72-jarige leeftijd overleed.